# Stellgröße

Oben: Steuerung, Wirkungskette zwischen Führungsgröße über die Stellgröße zur zu steuernder Größe
unten: Regelung, geschlossener Wirkungskreis, in dem die Stellgröße Eingangsgröße zur Regelstrecke ist

Die Stellgröße ist die Ausgangsgröße (die Stellung) des in der Steuerungs- und in der Regelungstechnik verwendeten Stellglieds, mit dessen Hilfe ein gezielter Eingriff in die Steuer- beziehungsweise Regelstrecke erfolgt. Ihr momentaner Wert ist der Stellwert.
Die Eingangsgröße des Stellglieds heißt bei einer Steuerung Führungsgröße, bei einer Regelung heißt sie Steuergröße (die Führungsgröße ist Teil der Eingangsgröße in den Regler).
Ein Beispiel für die Stellgröße ist der Öffnungszustand eines Ventils. Dessen Führungsgröße ist zum Beispiel die Stellung des Handrades, mit dem das Ventil bedient wird. Bei einer Regelung wird ein Ventil mit Stellantrieb verwendet. Bei pneumatischem Antrieb ist seine Eingangsgröße der Druck auf die Membran, der von einem pneumatischen Regler gesteuert wird.